# Baeosemus oenescens
Baeosemus oenescens là một loài tò vò trong họ Ichneumonidae.